# Vagyoni egyenlőtlenség
Vagyoni egyenlőtlenség az az állapot, amelyben a vagyoni értékű javak egyenlőtlenül oszlanak meg valamely csoport tagjai, a népességen belüli csoportok, vagy országok, ill. országcsoportok között.
A vagyoni egyenlőtlenségnek a gazdasági konzekvenciákon jóval túlmutató hatásai vannak. Szakértők eltérően ítélik meg ezeket a hatásokat, sőt magának a vagyoni egyenlőtlenségnek a fontosságát is. Egyes tanulmányok növekvő szociális problémát látnak az egyenlőtlenségben. Más nézetek szerint a (mérsékelt) egyenlőtlenség beruházást és növekedést ösztönző hatással bír.

## Adatok a vagyoni és jövedelmi egyenlőtlenségekre
Egy 2011-es OECD tanulmány az alábbi következtetésekre jutott a jövedelmi egyenlőtlenségekkel kapcsolatban:
- Az OECD országokban mért jövedelmi egyenlőtlenség az elmúlt fél évszázad legmagasabb szintjén áll. A felső 10% jövedelme mintegy kilencszer nagyobb, mint az alsó 10% jövedelme. 25 évvel ezelőtt a különbség hétszeres volt.
- Az Egyesült Államokban az egyenlőtlenség a korábbi magas szintről tovább emelkedett.
- Más, hagyományosan kisebb egyenlőtlenséget mutató országok, mint Németország, Dánia és Svédország esetében a gazdagok és szegények közötti rés az 1980-ban mért 5:1 arányról 6:1 arányra nőtt.

Az ENSZ Egyetem (az ENSZ akadémiai és kutatóközpontja) tanulmánya szerint 2000-re a leggazdagabb 1% önmagában a világ eszközállományának 40%-át birtokolta. A világban tapasztalható szegénység és igazságtalanságok problémáinak megoldását célul tűző nemzetközi szervezet, az Oxfam 2014. januári jelentése szerint a világ leggazdagabb 85 személyének összesített vagyona megegyezik a világ alsó 50%-ának - mintegy 3,5 milliárd embernek - az összesített vagyonával. A Los Angeles Times Oxfam-jelentésről készült elemzése szerint a leggazdagabb 1% a világ vagyonának 46%-át birtokolja. A leggazdagabb 85 ember - a legvagyonosabb 1%-nak csak töredéke - a világ vagyonának kb. 0,7%-a felett rendelkezik. Ez a 0,7% megegyezik azzal, amennyit a világ lakosságának szegényebb fele birtokol.
A New York Times (2014. július 22.) szerint az USA leggazdagabb 1%-ának vagyona meghaladja az USA "alsó 90%"-ának vagyonát.
A 2020-es évek elején Nagy-Britanniában a háztartások nettó vagyonának mediánja $396,798 (£302,500) volt. A britek legkevésbé tehetős 10%-a  20,200 dollárral (£15,400) rendelkezett, míg a háztartások leggazdagabb 1%-a több mint 4,7 millió dollár (3,6 millió font) vagyonnal rendelkezett. Az Oxfam 2023-as jelentése szerint a britek ezen 1%-a több vagyonnal rendelkezik, mint a többiek 70%-a.
Az OECD egy másik jelentése állítja, a szervezet 34 tagállamában a 2008-as globális gazdasági válságot megelőző két évtizedben a háztartások elkölthető reáljövedelme évi 1,7%-kal nőtt. Azonban a gazdagok és a szegények közötti rés a legtöbb országban szélesedett. A legjobban kereső 10% jövedelmét a legrosszabbul kereső 10% jövedelmével elosztva azt látjuk, hogy ezen időszak alatt Franciaország, Japán és Spanyolország kivételével az összes OECD-tagállamban nőtt a különbség. Ugyanakkor országonként jelentős eltérés figyelhető meg a magas kontra alacsony jövedelműek közötti különbség mértékében: míg a skandináv országokban és a kontinentális Európa több más államában a felső 10% kontra alsó 10% ráta viszonylag alacsony, addig Izraelben, Törökországban és az USA-ban ez az arány 14:1, míg Chile-ben és Mexikóban pedig 27:1.
A világszintű jövedelmi és vagyoni egyenlőtlenségről zajló tudományos viták egyelőre nem jutottak nyugvópontra. A közelmúltban egy francia közgazdász, Thomas Piketty azonnali hírnévre tett szert könyvével, melyben néhány nyugat-európai ország és az USA hosszú távú adatsorait elemezve arra a következtetésre jutott, hogy a kapitalizmus belső szerkezeti sajátossága a folyamatosan növekvő egyenlőtlenség, amit a XX. század derekán néhány különleges esemény - a két világháború, a nagy gazdasági világválság - pusztán átmenetileg fordított meg, hogy aztán kb. 1975-től újra az egyenlőtlenségek növekedéséé legyen a főszerep. Piketty téziséről és alapadatainak helyességéről is éles viták folynak.

## Egyenlőtlenség hatásai

### Egészség
Két brit kutató - Richard G. Wilkinson és Kate Pickett - 23 ország és az USA 50 tagállamának adatait elemezve állítja, a nagyobb egyenlőtlenséggel bíró országok ill. államok rosszabbul teljesítenek olyan egészségügyi és társadalmi mutatók mentén, mint az elhízás, mentális betegségek, gyilkosság, kamaszlányok általi szülés, droghasználat stb.
Az UNICEF "gyermekjólét a gazdag országokban" mutatója korrelál az egyenlőséggel, de nem korrelál az egy főre jutó jövedelemmel.

### Társadalmi kohézió
Kutatási adatok szerint negatív kapcsolat van az egyenlőtlenség és a társadalmi kohézió között. A jobb egyenlőségi mutatókkal bíró országokban az emberek jellemzően jobban bíznak egymásban és nagyobb közösségi bevonódást tapasztalnak.
A közgazdász Joseph Stiglitz szerint az egyenlőtlenség az üzleti szférával és a kormányzattal szembeni bizalmatlansághoz vezetett.

### Bűnözés
Számos kutatás vizsgálta a bűnözés - elsősorban a gyilkosság - és az egyenlőtlenség összefüggéseit. E kutatások szerint az erőszakra való tendencia általánosabb a magasabb jövedelmi egyenlőtlenséggel terhelt társadalmakban. A gazdasági egyenlőtlenség és a gyilkossági ráta közötti kapcsolat az egyéb releváns változók kontrollálása után is pozitív és szignifikáns marad.
A fent idézett kutatási eredmények értelmezésekor fontos szem előtt tartani, hogy önmagában bármely két jelenség közötti pozitív korreláció nem feltétlenül jelent ok-okozati kapcsolatot.

## Fordítás
Ez a szócikk részben vagy egészben  az   Economic inequality című angol Wikipédia-szócikk ezen változatának fordításán alapul.  Az eredeti cikk szerkesztőit annak laptörténete sorolja fel. Ez a jelzés csupán a megfogalmazás eredetét és a szerzői jogokat jelzi, nem szolgál a cikkben szereplő információk forrásmegjelöléseként.

## Külső hivatkozások
- Előd Fruzsina - 4500 milliárd forint ment el a fideszes családpolitikára. Az eredmény: a gazdagok gazdagabbak lettek (Telex.hu, 2024.07.11.)
- Kovalcsik Tamás - A magyarok fele olyan településen él, ahol a jövedelem nem éri el az országos átlagot (Telex.hu, 2025.01.24.)
- Pálos Máté - A magyar állam egyre kevésbé vállal felelősséget az elesettekért, az EU viszont erősítené a szociális hálót (G7.hu, 2022.11.18.)